# Frauenberg, Moselle
Frauenberg là một xã trong vùng Grand Est, thuộc tỉnh Moselle, quận Sarreguemines, tổng Sarreguemines-Campagne. Tọa độ địa lý của xã là 49° 08' vĩ độ bắc, 07° 07' kinh độ đông. Frauenberg nằm trên độ cao trung bình là 203 mét trên mực nước biển, có điểm thấp nhất là 198 mét và điểm cao nhất là 276 mét. Xã có diện tích 2,75 km², dân số vào thời điểm 1999 là 567 người; mật độ dân số là 206 người/km². Xã nằm ngay cạnh biên giới với Đức

## Thông tin nhân khẩu
| 1962 | 1968 | 1975 | 1982 | 1990 | 1999 |
| ---- | ---- | ---- | ---- | ---- | ---- |
| 483  | 515  | 536  | 566  | 585  | 567  |